# Phenacomys ungava
Phenacomys ungava és una espècie de mamífer rosegador de la família dels cricètids. Viu al Canadà i els Estats Units. El seu hàbitat natural són els biomes boreals amb prou cobertura de matolls. És una espècie en risc mínim, és a dir, no sembla que hi hagi cap amenaça significativa per a la seva supervivència. El seu nom específic, ungava, fa referència a la península d'Ungava, al Canadà.